# C'est beau une ville la nuit (livre)
Pour les articles homonymes, voir C'est beau une ville la nuit.
C'est beau une ville la nuit est une autofiction de Richard Bohringer parue en 1988 aux Éditions Denoël.

## L'œuvre
Entre autofiction et autobiographie, C'est beau une ville la nuit relate une période de dépression vécue par Richard Bohringer au cours d'une vie marquée par la souffrance, l'errance urbaine, l'alcool, les femmes...
L'œuvre emprunte un langage brut, sec, concis. En bien des points, ce phrasé peut évoquer le Voyage au bout de la nuit de Céline, aussi bien par sa manière frontale de s'adresser au lecteur que dans le déroulement désabusé d'une vie subie. À ce titre, on peut également le rapprocher de L'Étranger de Camus, ou des textes de Charles Bukowski, tant C'est beau une ville la nuit évoque souvent son Journal d'un vieux dégueulasse.

## Adaptations
Au cinéma, C'est beau une ville la nuit a fait l'objet d'une adaptation réalisée par Richard Bohringer lui-même. Il y interprète, aux côtés de sa fille Romane Bohringer, son propre rôle.

## Citations
"Je m'étais endormi. La cloche de cette putain d'église m'a réveillé. Les chiens dorment sur les fauteuils, la tête dans leurs couilles. Au chaud."
"Coin-coin vient de chier sur le parquet. Il y a le soleil qui tape juste dans sa merde. Ça fait éclater les verts et les auburns. Pour Coin-coin c'est la belle vie."
Richard Bohringer, éditions Denoël (1988)

## Divers
Les Nuls ont parodié ce livre lors d'un sketch s'intitulant Tu t'es relu quand t'as bu ?, en effet tout porte à croire[réf. nécessaire] que le livre est directement visé.